# Gonioryctus similis
Gonioryctus similis är en skalbaggsart som beskrevs av Blackburn 1885. Gonioryctus similis ingår i släktet Gonioryctus och familjen glansbaggar. Inga underarter finns listade i Catalogue of Life.